# Protosciaena bathytatos
Protosciaena bathytatos är en fiskart som först beskrevs av Chao och Miller, 1975.  Protosciaena bathytatos ingår i släktet Protosciaena och familjen havsgösfiskar. Inga underarter finns listade i Catalogue of Life.